# Euphyia solida
Euphyia solida là một loài bướm đêm trong họ Geometridae.